# Стою Шишков
Стою Неделчев Шишков е български книжовник, фолклорист, етнограф, историк и благодетел. Основател е на Регионалния етнографски музей в Пловдив и Регионалния исторически музей в Смолян. Той е изследовател на миналото, фолклора и етнографията на българите християни и мохамедани в Родопите и Тракия и един от най-добрите познавачи на миналото, бита и културата им. Поставя началото на уникална за България краеведска издателска дейност.

## Биография
Роден е на 27 юли 1865 г. в Устово, днес квартал на Смолян, в семейството на калайджията Неделчо Вълков Шишков и Добра Маркова. Има 12 братя и сестри. Учи при Христо Попконстантинов, Гавраил Попянков и Илия Попбелковски. Към 1875 г. помага на баща си в бакалницата му в Устово. След оттеглянето на войските на Сюлейман паша при преминаването им през Родопите оплячкосват бакалницата и е принуден да стане кираджия в периода 1878 – 1879 г. След Руско-турската война, семейството се преселва в Станимака. Пътува с кервани мулета до Златоград, Ксанти и Порто Лагос.

## Учителска дейност
През 1879 г. става учител и певец в църквата „Св. Богородица“ в родното си село. През 1880 г. е изпратен на издръжка на вуйчовците си да учи в 40-дневен педагогически курс в Мулдавския манастир „Света Петка“, а през 1882 г. – в Хасково, организирано от Пловдивската дирекция на просвещението. Учителства в селата Върбица (1881 – 1883), Устово (1883 – 1885), Райково (1885 – 1887), Левочево (1887 – 1889), Устово (1889 – 1891), Орехово. Учител и директор е на държавното Третокласно училище (1891 – 1895) в Чепеларе, на преместеното Третокласно училище от село Oрехово (1895 – 1901), Третокласното държавно училище в Станимака (1901 – 1904), Чепеларе (1905 – 1906). От 1906 г. живее в Пловдив. Учител е в Мъжката гимназия и I прогимназия в Пловдив (1906 – 1917). От 1918 до 1928 г. преподава български език във Френския колеж. В периода 1917 – 20 август 1918 г. е чиновник етнограф във Втора армия.

## Обществена дейност
Той е турист, читалищен деец, колоездач, член на Червения кръст, популяризатор на Родопската област. Председател е на неделното училище в Устово (l889—1891), съзаклятник на Съединението, председател на читалище „Родопска искра“, член в новосъздадените ловно и женско дружество в Чепеларе, председател на читалище „Родолюбие" и един от създателите на „Гражданска дружба“, на туристическото дружество и член в юнашкото дружество в Асеновград, председател на колоеэдачното и туристическото дружества „Калоянов връх“ в Пловдив и член на учителското дружество и Архиологическото дружество в Пловдив. Той е създател и уредник на Етнографския музей и член в музейния комитет при пловдивския музей и библиотека, председател на пловдивския окръжен читалищен съюз, член на архиологичния институт, на географското и на историческото дружества в София и председател на старопиталището „К. х. Калчев“ в Пловдив. През 1920 г. председателства туристическия конгрес в София, председател е на Пловдивската родопска културна дружба, член в пловдивското училищно настоятелство (1925/1926), член в комитета на Червения кръст за раздаване помощи на опожарени родопчани през 1913 г. и разпределя учителския персонал в българомохамеданските села. Основоположник е на туристическото движение в Пловдив.
През 1892 г., заедно с други родопчани, участва в експозицията на „Костюмния павилион“ в Първото българско земеделско-промишлено изложение в Пловдив.
През 1912 г. е комендант в село Устово и така спомогна да се избавят от опожаряване селата в поречието на Арда, с изключение на селата Смилян и Виево. Предлага на Тракийското управление в Пловдив да мобилизира мъжкото население за ремонт на пътищата. Настоява за създаване на реквизитни комисии по места за пресичане на спекулата и изграждане на складове за храна от първа необходимост. Преследва убийствата, грабежите, палежите и иска привременни управления във всички села. Издава заповед за спиране на продажбата на алкохол, дава на съд крадците, независимо от техния етнос, наказва жените, тръгнали да грабят в помашките села.
По негово предложение през 1918 г. е поставено началото на Областния етнографски музей в Пловдив, на който е секретар и единствен уредник в продължение на 10 години. Основната му цел е „да събере всички документи по културната и политическата история на областта и да представи в пълнота фолклора в Пловдивско“. Обикаля различни селища на свои разноски, събира скъпи и редки предмети от хората за музейната експозиция. Към 1930 г. музейните експонати са над 500 броя. Извършва се фотозаснемане и популяризиране.
На 26 май 1935 г. в Пловдив е отпразнувана тържествено 70-годишнината и полувинвековната учителска, книжовна и обществена дейност на Стою Шишков. По този повод е удостоен от цар Борис III с орден „За гражданска заслуга“ III степен.
Умира на 26 декември 1937 г. в Пловдив.

## Дарителство
На 26 май 1935 г., по повод честванията на юбилея му, той обявява идеята си за създаване на Родопско-Беломорски етнографски музей в Устово и прави лично дарение в размер на 50 000 златни лева. През юни 1935 г. парите са преведени в Устовската популярна банка по сметката на читалище „Прогрес“ за уреждане на музея. Със заповед от 8 май 1937 г. на министъра на народното просвещение Николай Николаев е утвърден Правилник на Етнографския музей в с. Устово, който подписва „Основател на Родопския етнографски музей Ст. Н. Шишков, гр. Пловдив, 26 май 1935 г.“. В края на 1951 г. Комитетът за наука, изкуство и култура, на основание опазване паметниците на културата и развитие на музейното дело в България, създадава Родопски народен музей с етнографско направление в село Райково (Пангаловата къща). След това са открити исторически, археологически и художествен отдел. През 1967 г., при сливането и обявяването на Смолян за град, музеят е преобразуван в Окръжен исторически музей, а от 2002 г. Регионалният исторически музей в Смолян носи името на Стою Шишков, като във фондовете му се съхраняват над 150 000 музейни единици.
На 19 юни 1935 г. в писмо до акад. Любомир Милетич – председател на Българската академия на науките, съобщава за дарението си от 35 000 лева за образуване на фонд на негово име при БАН. На 10 юли 1935 г. от негово име Христо Караманджуков и митрополит Стефан дават дарението на БАН, като след това е образуван фонда. Волята на Шишков е от лихвите на фонда да се дава премия на 2 – 3 години за съчинение, написано на английски, френски, немски или италиански език, в което аргументирано и научно да се защищават правата на българите в Родопската област, Беломорието и Тракия, останали извън пределите на България тракийски покрайнини. Когато сумата достигне 100 000 лева, БАН да награждава или сама да издава всяка година по един труд с исторически, етнографски, културно-стопански, географски или политически характер на тези области. Моли в комисията по оценката за награждаване на трудовете да участва и Софийският митрополит Стефан. Трудовете трябва да бъдат изпращани даром до парламентите, университети и библиотеките в Европа.
През 1937 г. Стою Шишков дарява 2500 лева за изхранването на бедни ученици в Народното начално училище „Нейно царско Величество княгиня Мария Луиза“ в село Горни Воден (днес квартал на Асеновград). През 1938 г. дъщеря му Мария Шишкова изпраща 500 лева за организиране на безплатна ученическа трапезария в училището в село Горни Воден, а през 1939 г. – 5000 лева на църковното настоятелство при храма „Св. Богородица“ за изграждането на параклиса „Св. Дух“ в село Устово. През 1941 г. другата му дъщеря Лидия Шишкова дарява 200 лева за трапезарията на Православното християнско братство „Св. Марина“, а през 1952 г. подарява част от библиотеката на баща си на Митрополията в Пловдив.

## Трудове
Наред с учителството събира етнографски, фолклорни, исторически, географски и др. научни материали в Родопите и Беломорието. Пише книги или сътрудничи в различни издания, редактира свое списание. Автор е на повече от седемдесет книги и списания, на стотици статии, студии, рецензии и народни умотворения. Основоположник и издател е на списанието „Родопски старини“ (1887 – 1892). През 1894 г. издава списание „Славиеви гори (Родопи)“, а в периода 1903 – 1912 г., заедно с Васил Дечев и Горчо Мерджанов, е редактор на месечното списание за наука, обществени знания и народни умотворения „Родопски напредък“.
През 1931 г. Пражкият конгрес на славянските етногргфи и географи му възлага да проучи овцевъдството в България, Руската академия на науките – за потурчването в Родопите, Научното общество за познаване на изтока в Париж – за миналото и живота на българите мохамедани в Родопската област и др. Стою Шишков е основател на музея в Смолян, като прави лично дарение и разработва „Правилник“.
В края на Първата световна война Министерството на външните работи възлага на Стою Шишков и проф. Петър Мутафчиев спешно да изготвят изложение в защита на земите с коренно българско население – Шишков за Македония и Беломорска Тракия, а проф. Мутафчиев – за Добруджа. През 1919 г. написват „Българският въпрос и балканските държави“, с приложение повече от 200 страници документи, свидетелства, цитати. Министерството на външните работи го изпраща по дипломатически път до правителствата на държавите, участвали в Първата световна война.
Същевременно подготвя историко-политически и етнографски труд „Гърцизмът на Балканския полуостров“ и издава в тираж 1000 броя за собствена сметка на френски език. Преди подписването на Версайския договор, успява да го изпрати до всички дипломатически представителства в София, както и до негови приятели и познати в Европа и страната.
Част от личния архив на Стою Шишков се съхранява във фонд 52К в Държавен архив – Пловдив. Той се състои от 1452 архивни единици. Документите са приети от дъщеря му Люба Шишкова през 1955 г., като по този начин е образуван първият личен архивен фонд в ДА – Пловдив. Друга част от документите му се съхранява във фонд 516К в Държавен архив – Смолян. Сътои се от 33 архивни единици. Той е създаден в периода 1983 – 1995 г. след откупка и дарения на документи.